# Гонконг
Особли́вий адміністрати́вний райо́н Гонко́нг (також САР Сянган; кит. трад.: 香港特別行政區; піньїнь: xiānggǎng tèbié xíngzhèngqū; ютпхін: heung1 gong2 dak6 bit6 hang4 jing3 keui1; акад.: Сянган Тебіе Сінчженцю; англ. Hong Kong Special Administrative Region, HKSAR, широко відомий як Гонконг (кит. трад.: 香港; піньїнь: xiānggǎng; ютпхін: heung1 gong2; акад.: Сянган, в перекладі — «порт пахощів») — особливий адміністративний район Китайської Народної Республіки, колишня британська колонія на південному сході Китаю в Південнокитайському морі. Гонконг розташований на острові Гонконг, включає півострів Коулун, багато інших островів, найбільший із них Лантау.
Під врядування КНР Гонконг перейшов у 1997 році. Площа 1070 км²; експорт: текстиль, одяг, електроніка, техніка, вироби з пластмас; велика кількість вантажів з Південного Китаю перевантажується тут, важлива стаття доходу — туризм; населення 7 055 071 осіб (оцінка 2010 року) (57 % місцеві китайці, решта — здебільшого біженці з материка). Офіційні мови: китайська та англійська.
Раніше частина Китаю, острів був окупований Великою Британією в 1841 під час першої Опіумної війни і переданий Китаю за договором 1842 року. Півострів Коулун за конвенцією 1860 передано в оренду на 99 років з 1898 року. Колонію, що успішно розвивалася наприкінці 19 — початку XX століття, захопила в 1941—1945 рр. Японія. В 1984 Велика Британія зобов'язалася передати Гонконг Китаю за умов, що економічна незалежність і капіталістичний уклад не зміняться на острові протягом 50 років.

## Географія

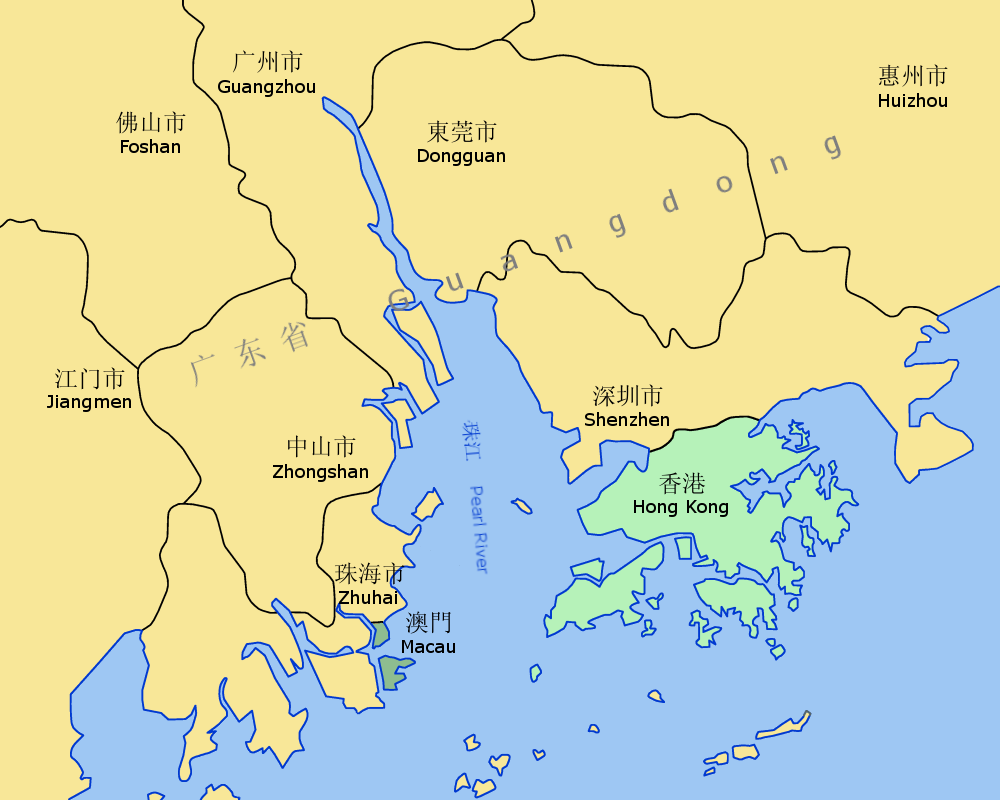
Гонконг та інші міста в дельті річки Чжуцзян

Гонконг розташований на відстані 60 км на схід від Макао, на протилежному березі гирла річки Чжуцзян. На півночі він межує з містом Шеньчжень провінції Гуандун. Найвища точка Гонконгу — гора Таймошань на Нових Територіях, її висота — 958 м. На території Гонконгу також є низовини, вони розташовані в північно-західній частині Нових Територій.
Гонконг складається з острова Гонконг, острова Лантау, півострова Коулун, Нових Територій, а також близько 260 малих островів. Нові Території примикають з півночі до півострова Коулун і за їхньою північною межею річкою Шеньчжень. Всього до Гонконгу відносяться 262 островів у Південнокитайському морі, найбільшим із яких є острів Лантау. Другий за величиною і перший за кількістю населення — острів Гонконг.
Назва «Гонконг» (кантон. ієр. 香港, транскр. Генкон) буквально означає «пахуча гавань» і походить від назви місцевості в сучасному районі Абердин на острові Гонконг. Тут колись торгували виробами з ароматної деревини і пахощами. Вузька смуга води, що розділяє Гонконг і півострів Цзюлун, носить назву бухта Вікторія. Це один з найбільш глибоких природних морських портів у світі.
Незважаючи на репутацію Гонконгу як високоурбанізованої території, влада Гонконгу приділяє велику увагу екології та озелененню зокрема. Значна частина Гонконгу, як і раніше, залишається неосвоєною, оскільки на ній переважають пагорби і гори з крутими схилами. З 1104 км² площі Гонконгу освоєно менше 25 %. Інша частина території вкрита зеленню, з неї близько 40 % оголошено зонами відпочинку і заповідниками. Велика частина міської забудови території розташована на півострові Цзюлун і північному узбережжі острова Гонконг, а також у населених пунктах, розташованих у Нових територіях.
Завдяки довгій неправильній звивистій берегової лінії Гонконг володіє безліччю бухт, річок та пляжів. Незважаючи на велику кількість зелені і води в Гонконзі, екологічні проблеми міста викликають все більшу тривогу, а за якістю повітря місто посідає одне з останніх місць. Близько 80 % смогу Гонконгу утворюється в інших районах дельта річки Сіцзян, тобто з материкового Китаю.
Тектонічно територія Гонконгу стабільна вже впродовж мільйонів років, проте після сильних дощів можуть траплятися зсуви. Флора і фауна Гонконгу зазнали серйозних змін внаслідок зміни клімату, рівня моря і впливу людини.

### Клімат
Клімат Гонконгу тропічний, мусонний. Прохолодна і суха зима триває з грудня по березень. Весна і літо в Гонконзі спекотні, вологі і дощові, осінь тепла, сонячна і суха. Настільки різний клімат в різні пори року пояснюється різним напрямом вітру, характерним для кожного сезону. Влітку і ранньої осені через Гонконг можуть проходити тропічні циклони (тайфуни). Гонконг розташований трохи південніше Тропіка Рака, перебуваючи на широті близько до таких міст, як Гавана, Мекка, Калькутта. Взимку місто перебуває у владі сильного холодного північного вітру, а влітку дме теплий вологий південно-західний вітер.
Обсерваторія Гонконгу — державна установа, на яку покладена робота зі складання метеорологічних прогнозів, попереджень про погодні катаклізми і геофізичне дослідження території Гонконгу. Найвища температура, зафіксована за історію спостережень в Гонконзі становить 38 °C, а найнижча — −4 °C. У той самий час найвища і найнижча температури, зафіксовані Обсерваторією Гонконгу, відповідно становлять 36,1 °C 19 серпня 1900 року і 18 серпня 1990 року, а також 0,0 °C — 18 січня 1893 року. Середня температура найпрохолоднішого місяця січня становить 16,1 °C, а середня температура найспекотнішого місяця липня становить 28,7 °C.
| Гонконг: середні метеорологічні показники         |      |      |      |       |       |       |       |       |       |       |      |      |         |
| Місяць                                            | Січ  | Лют  | Бер  | Кві   | Тра   | Чер   | Лип   | Сер   | Вер   | Жов   | Лис  | Гру  | За рік  |
| Середн. макс. °C                                  | 18,6 | 18,6 | 21,5 | 25,1  | 28,4  | 30,4  | 31,3  | 31,1  | 30,2  | 27,7  | 24,0 | 20,3 | 25,6    |
| Серед. мін. °C                                    | 14,1 | 14,4 | 16,9 | 20,6  | 23,9  | 26,1  | 26,7  | 26,4  | 25,6  | 23,4  | 19,4 | 15,7 | 21,1    |
| Серед. макс. °F                                   | 65,5 | 65,5 | 70,7 | 77,2  | 83,1  | 86,7  | 88,3  | 88,0  | 86,4  | 81,9  | 75,2 | 68,5 | 78,1    |
| Серед. мін. °F                                    | 57,4 | 57,9 | 62,4 | 69,1  | 75,0  | 79,0  | 80,1  | 79,5  | 78,1  | 74,1  | 66,9 | 60,3 | 70,0    |
| Опади (мм)                                        | 24,9 | 52,3 | 71,4 | 188,5 | 329,5 | 388,1 | 374,4 | 444,6 | 287,5 | 151,9 | 35,4 | 34,5 | 2382,70 |
| Опади (дюйми)                                     | 0,98 | 2,06 | 2,81 | 7,42  | 12,97 | 15,28 | 14,74 | 17,50 | 11,32 | 5,98  | 1,39 | 1,36 | 93,81   |
| Джерело: Обсерваторія Гонконгу 20 січня 2006 року |      |      |      |       |       |       |       |       |       |       |      |      |         |

## Історія

### Доколоніальна доба
Найбільш ранні виявлені людські поселення на території сучасного Гонконгу відносяться до палеоліту. Цей регіон вперше увійшов до складу Китаю під час правління династії Цінь, а за часів династій Тан і Сун служив торговельним портом і військово-морською базою. Першим європейцем, чий візит у цей регіон був задокументований, став Жоржі Алваріш 1513 року. Після відкриття філії Британської Ост-Індійської компанії у Кантоні (сучасн. Ґуанчжоу) в регіоні збільшилася присутність британців.

### Британська колоніальна ера

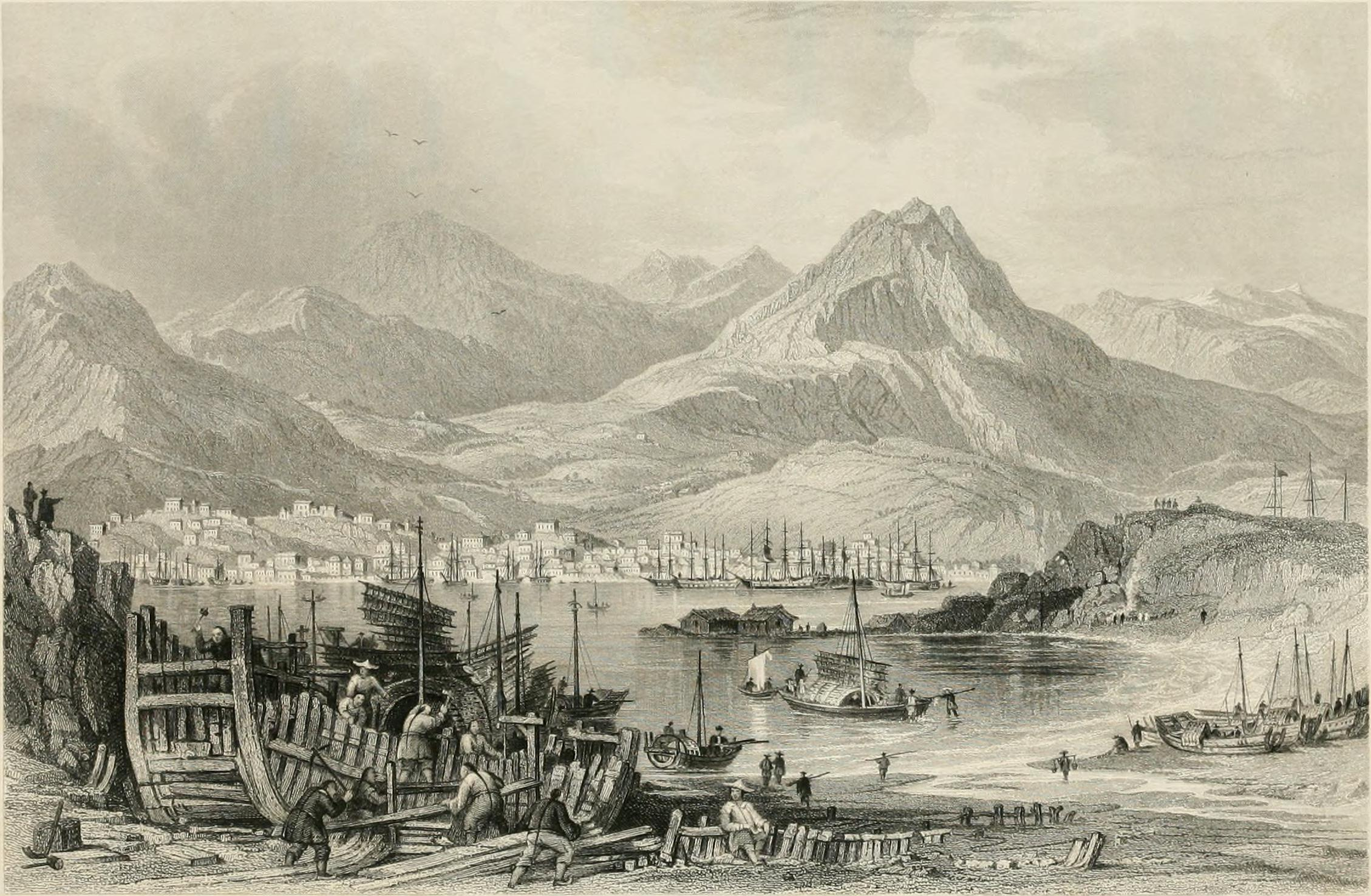
Панорама на острів Гонконг з Цзюлуня, 1843 рік, художник Томас Аллом

З початку 19 століття британці починають активно ввозити в Китай опіум. 1839 року цинський двір наклав заборону на ввезення опіуму, і Велика Британія почала проти Китаю так звану Першу опіумну війну. Острів Гонконг вперше був окупований британцями 1841 року, а наприкінці війни 1842 року офіційно перейшов під британський суверенітет згідно з Нанкінським договором. Ще через рік на острові засновано місто Вікторія, а територія отримала офіційний статус колонії корони (відповідає нинішнім «заморським територіям»). 1860 року після поразки Китаю у Другій Опіумній війні території Цзюлунського півострова на південь від Баундарі-стріт і Острова Каменерізів передані у вічне володіння Великої Британії згідно з Пекінським договором. Вже 1898 року Велика Британія взяла у Китаю в оренду на 99 років прилеглу територію на півночі Цзюлунского півострова й острів Лантау, які отримали назву Нові Території.
Гонконг оголошений порто-франко, щоб полегшити виконання ролі вантажоперевалочної бази Британської імперії в Південно-Східній Азії. 1910 року відкрилася Коулун-кантонська залізниця, яка з'єднувала Ґуанчжоу і Коулун. Її кінцева станція розташовувалася в районі Чімсачей. У колонії введена британська система освіти. Також у 19 столітті місцеве китайське населення мало стикалося з багатими європейцями, які селилися біля підніжжя піку Вікторія.
У ході Другої світової війни 8 грудня 1941 року Японська імперія напала на Гонконг. Гонконзька битва закінчилася 25 грудня поразкою британських і канадських сил, які захищали колонію. Під час японської окупації Гонконгу звичним явищем стали нестача продовольства, гіперінфляція, яку викликав примусовий обмін валюти на військові банкноти. Населення Гонконгу до війни становило 1,6 млн осіб, до 1945 року зменшилося до 600 тис.. 15 серпня Японія капітулювала, і Велика Британія відновила суверенітет над Гонконгом.
Після Другої світової війни у Китаї спалахнула громадянська війна, що призвело до хвилі нових мігрантів з материка, тому населення Гонконгу швидко відновилося. Після проголошення 1949 року Китайської Народної Республіки в Гонконг ринув ще більший потік мігрантів, які побоювалися переслідування з боку Комуністичної партії Китаю. Багато компаній перенесли в Гонконг свої офіси з Шанхаю і Ґуанчжоу. Комуністичний уряд проводив все більше ізоляціоністську політику, і в цій ситуації Гонконг залишився єдиним каналом, за яким здійснювався контакт КНР із Заходом. Після вступу Китаю у Корейську війну ООН наклала ембарго на торгівлю з КНР, і торгівля з континентом взагалі припинилася.
Завдяки зростанню чисельності населення і дешевій робочій силі текстильне виробництво та інші галузі промисловості швидко росли. Разом з індустріалізацією основним двигуном економіки став експорт на зовнішні ринки. Завдяки зростанню промислового виробництва стабільно підвищувався рівень життя. Будівництво житлового мікрорайону Сек Кіп Мей Істейт ознаменувало початок програми будівництва громадських житлових мікрорайонів. 1967 року Гонконг поринув у хаос вуличних заворушень під впливом ліво налаштованих протестувальників, натхнених Культурною революцією, що розпочалася на материку. Робочий страйк перетворився на жорстоке повстання проти колоніального уряду, яке тривало до кінця року.
1974 року утворена Незалежна комісія із запобігання корупції, якій вдалося звести до мінімуму корупцію в державному апараті. Після початку реформ у Китаї 1978 року Гонконг став основним джерелом іноземних інвестицій у Китай. Через рік впритул до північного кордону Гонконгу на території провінції Ґуандун утворена перша в Китаї особлива економічна зона Шеньчжень. Текстильна та виробнича складова в економіці Гонконгу поступово зменшувалася, віддаючи першість фінансам і банківському сектору. Після закінчення В'єтнамської війни 1975 року владі Гонконгу знадобилося ще 25 років для вирішення проблеми повернення на батьківщину в'єтнамських біженців.

### Передача Гонконгу КНР
У світлі закінчення через 20 років терміну оренди Нових Територій Уряд Великої Британії з початку 1980-х років почав обговорювати із владою КНР проблему суверенітету Гонконгу. 1984 року дві країни підписали Спільну китайсько-британську декларацію, згідно з якою в 1997 році мала відбутися передача суверенітету над усією територією Гонконгу на користь КНР. У декларації закріплювалося, що Гонконг повинен набути статусу особливого адміністративного району у складі КНР, який дозволить йому зберігати свої закони і високий ступінь автономії впродовж як мінімум 50 років після передачі. Багато жителів Гонконгу не були впевнені в тому, що ці обіцянки будуть виконані і вважали за найкраще емігрувати, особливо після жорстокого придушення студентської демонстрації в Пекіні 1989 року.
1990 року затверджений Основний закон Гонконгу, який мав виконувати роль конституції після передачі суверенітету. Незважаючи на серйозні заперечення Пекіна, губернатор Гонконгу Кріс Паттен провів реформу процесу вибору Законодавчої ради Гонконгу, демократизував його. Передача суверенітету над Гонконгом здійснена опівночі 1 липня 1997 року, її супроводжувала урочиста церемонія передачі Гонконгу в Центрі конгресів і виставок Гонконгу. Першим Головним міністром Адміністрації Гонконгу став Дун Цзяньхуа.

### Сучасність

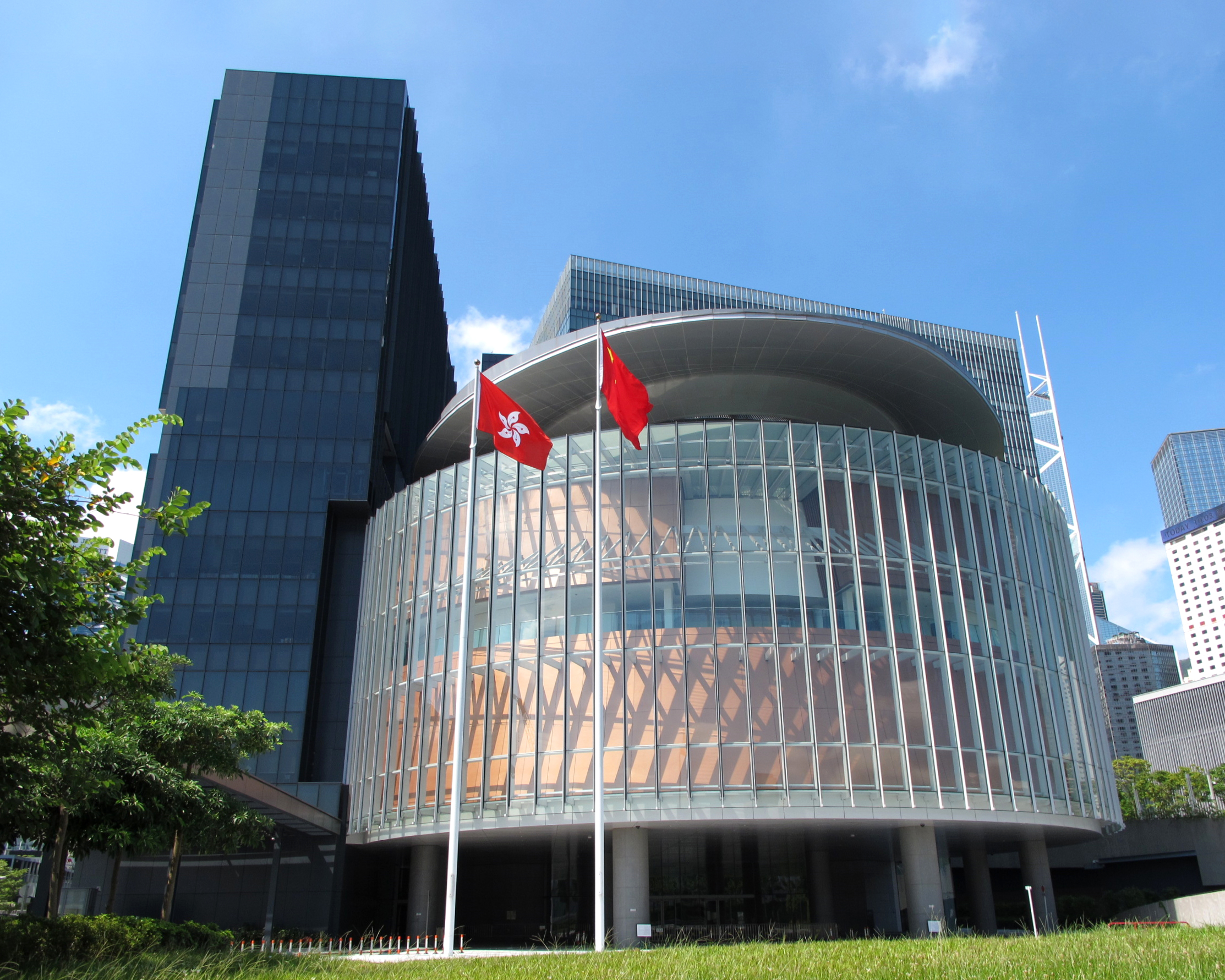
Законодавча рада Гонконгу

1997 року на економіку Гонконгу серйозний негативний вплив справила азійська фінансова криза 1997 року, що вдарила по багатьох східноазійських ринках. У тому самому році в Гонконгу зафіксовано перше зараження людини вірусом пташиного грипу H5N1. 1998 року після шести років будівництва відкритий новий Міжнародний аеропорт Гонконгу. Цей проект став частиною амбітної стратегії розвитку портів і аеропортів, складеного на початку 1980-х років.
У першій половині 2003 року в Гонконзі спалахнула епідемія тяжкого гострого респіраторного синдрому, вкрай заразливої атипової пневмонії, яку спричинив особливий коронавірус. Дун Цзяньхуа підданий критиці і звинувачений у помилках у подоланні азійської фінансової кризи 1997 року і неприйняття належних заходів у боротьбі з атиповою пневмонією. У тому самому 2003 році адміністрація Дуна Цзяньхуа намагалася провести прийняття статті № 23 Основного закону Гонконгу, яка давала можливість порушення прав і свобод. У результаті півмільйона демонстрацій протесту змусила адміністрацію відмовитися від цих планів.
2004 року в ході багатотисячних масових демонстрацій жителі Гонконгу вимагали введення в 2007 році загальних виборів голови адміністрації Гонконгу. У березні 2005 року Дун Цзяньхуа пішов у відставку офіційно «через проблеми зі здоров'ям». Відразу після відставки Дуна Цзяньхуа його місце посів Дональд Цанг. 25 березня 2007 року Дональд Цанг переобраний на другий термін.
2009 року в Гонконзі пройшли п'яті Східноазійські ігри, у яких взяли участь дев'ять національних команд. Сьогодні Гонконг продовжує виступати як важливий глобальний фінансовий центр, але стикається з невизначеністю щодо майбутнього у зв'язку зі зростанням економіки материкового Китаю, і відносин з урядом КНР в таких областях, як демократичні реформи і загальне виборче право.
Наприкінці вересня 2014 року в Гонконзі почалися масові протести проти намагання центральної влади Китаю перешкодити проведення вільних виборів в колишній колонії в 2017 році.
У березні 2016 року, після того, як університетська газета Undergrad опублікувала звернення до ООН з вимогою до 2047 року визнати Гонконг суверенною державою, обрати в ній демократичний уряд і власну конституцію, голова комітету парламентського права Китаю, Кяо Ксіоянг, заявив, що Гонконг не може стати суверенною державою. Права Гонконгу закріплені в міні-конституції, основному законі, яка набрала чинності у 1997 році, коли Британія передала суверенітет Гонконгу. Документ гарантує збереження принципу «одна країна, дві системи» і передбачає автономію Гонконгу щонайменше на 50 років..
28 травня 2020 вищий законодавчий орган Китаю — Всекитайські збори народних представників (ВЗНП) — ухвалив контроверсійний закон про національну безпеку Гонконгу в обхід місцевого законодавчого органу Гонконгу. За це проголосували 2878 членів зборів, один — проти, шестеро утрималися. Це мало дозволити Пекіну придушувати протести в автономній від Китаю території. Цей закон розкритикували США, Британія, Австралія та у ЄС.
Того ж дня державний секретар США Майк Помпео заявив, що США підтримує незалежний Гонконг, і що КНР втратив права на керування автономією.
Міністр закордонних справ Великої Британії Домінік Рааб заявив, що в разі імплементації ухваленого закону мешканцям Гонконгу, які мають статус британських підданих, буде надана можливість перебратися до Великої Британії. На той час паспорт британського підданого (англ. British National (Overseas) passport) мали близько трьохсот тисяч мешканців Гонконгу, а ще 2,9 мільйони, що народилися до 1 липня 1997 року (коли Гонконг ще був колонією Великої Британії), могли претендувати на отримання такого паспорта.

## Адміністративний поділ
Гонконг поділяється на три історичні території: Острів Гонконг, Цзюлун і Нові Території та острови. Кожна з них адміністративно поділяється на райони, усього Гонконг складається з 18 районів.

## Економіка

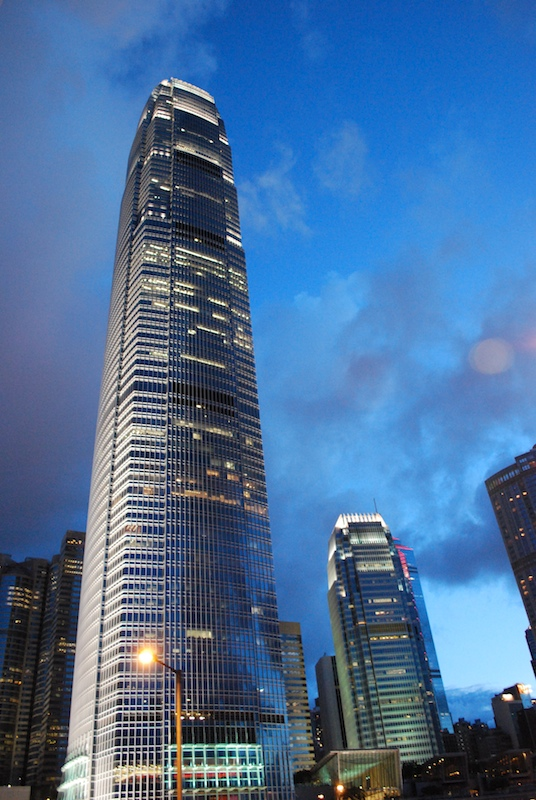
Дві башти Міжнародного Фінансового Центру в Гонконзі

Гонконг має одну з найчистіших капіталістичних економічних систем у світі. Економіка території ґрунтується на вільному ринку, низькому оподаткуванні і невтручанні держави у економіку. Це важливий центр міжнародних фінансів і торгівлі, а рівень концентрації штаб-квартир є найвищим в Азійсько-Тихоокеанському регіоні. За показниками валового внутрішнього продукту на душу населення і валового міського продукту Гонконг — найбагатше місто в КНР. Розрахований за паритетом купівельної спроможності ВВП на душу населення Гонконгу перевищує показники навіть чотирьох провідних країн світу — Великої Британії, Франції, Німеччини, а також Японії.
Продовжуючи політику британської адміністрації, уряд Гонконгу віддає пріоритет в управлінні економікою вільному ринку і приватному сектору. З 1980 року уряд відігравав пасивну роль в рамках офіційної політики позитивного невтручання. Гонконг часто наводять як зразковий приклад капіталізму невтручання, втіленого на практиці. З моменту появи індексу економічної свободи в 1995 році Гонконг щорічно займає в ньому перше місце впродовж 13 років. Він також посідає перше місце в доповіді «Економічна свобода у світі».
Гонконг володіє малою кількістю придатної для обробітку землі і мізерними природними ресурсами, тому змушений імпортувати більшу частину продуктів харчування і сировини. Гонконг займає одинадцяту сходинку в списку найбільших торгових акторів (не плутати із актор) у світі, загальна вартість його імпорту й експорту перевищує валовий внутрішній продукт території. Станом на 2006 рік у Гонконгу функціонували консульства 114 країн — більше, ніж у будь-якому іншому місті світу. Значну частину експорту Гонконгу становить реекспорт, тобто продукція, вироблена поза межами території, в основному на материковому Китаї, яка розповсюджується через Гонконг. Ще до передачі суверенітету Китайській Народній Республіці Гонконг встановив розвинені торгові та інвестиційні зв'язки з материковим Китаєм. Автономний статус території дозволяє їй виконувати роль воріт для інвестицій і ресурсів, що прямують на континент. Через Гонконг також доводиться слідувати авіапасажирам, що подорожують між материковим Китаєм і островом Тайвань, влада якого не визнає комуністичного уряду Пекіну.
Валюта Гонконгу — гонконзький долар. З 1983 року він прив'язаний до долара США. Курс валюти може коливатися у коридорі між 7,75 і 7,85 гонконзькими доларами за один американський. Гонконзька фондова біржа — сьома за величиною біржа у світі, у лютому 2007 року її капіталізація становила 1,69 трлн. доларів США. За кількістю IPO в 2006 році Гонконзька біржа посідала друге місце у світі, поступаючись лише Лондонській. Згідно з Індексом фінансових центрів світу 2007 року, складеним Корпорацією лондонського Сіті з метою оцінки конкурентоспроможності 46 фінансових центрів по всьому світу, Гонконг — третій найкращий фінансовий центр у світі і перший в Азії.
Сьогодні сфера послуг дає понад 90 % валового внутрішнього продукту Гонконгу. Після Другої світової війни і наступної індустріалізації Гонконгу домінуючим сектором господарства була промисловість. У 1970-х економіка Гонконгу щорічно зростала в середньому на 8,9 % завдяки експорту. У 1980-х роках в економіці Гонконгу відбулася швидка трансформація, у результаті якої основою економіки став сектор послуг. Середній щорічний ріст ВВП у цей період становив 7,2 %. У цей період більша частина виробництва була перенесена в материковий Китай, і зараз внесок промисловості в економіку становить лише 9 %. Після того, як у 1990-х Гонконг став визнаним фінансовим центром, економічне зростання сповільнилося до 2,7 %. Завдяки бурхливому економічному зростанню та швидкій індустріалізації Гонконг увійшов до четвірки «азійських тигрів», або «драконів», поряд з Сингапуром, Південною Кореєю і Тайванем.
1998 року через наслідки азійської фінансової кризи економіка території скоротилася на 5,3 %. За цим настав період відновлення і зростання, яке у 2000 році склало 10 %, попри тривалу дефляцію. 2003 року на економіку Гонконгу здійснив негативний вплив спалах атипової пневмонії, через що зростання економіки склало лише 2,3 %. Однак завдяки відновленню та зростання зовнішнього та внутрішнього попиту 2004 року економіка знову стала впевнено рости, при цьому зниження собівартості підвищило конкурентоспроможність гонконзького експорту. Період дефляції, що тривав 68 місяців, закінчився в середині 2004 року, коли рівень інфляції стабілізувався біля нульової позначки. З 2003 року введений «режим індивідуальних візитів», який позбавив громадян континентальної частини КНР від необхідності приєднуватися до туристичної групи, щоб відвідати Гонконг. Збільшений в результаті цього заходу потік туристів з континенту позитивно відбився на доходах туристичної галузі Гонконгу. Цьому також сприяло відкриття Гонконзького Діснейленда в 2005 році. Економіка продовжує впевнено зростати завдяки споживчій впевненості та зростанню торгівлі. У Гонконгу встановлено низький рівень оподаткування компаній і фізичних осіб.
2006 року за показником ВВП на душу населення, рівному 38 127 доларів США, Гонконг посідав 6-те місце у світі, випереджаючи такі країни, як Швейцарія, Данія і Японія. За загальним обсягом ВВП, який становив 253 100 000 000 доларів США, Гонконг посідав 40-ве місце.
У класичному розумінні Гонконг не є офшорною територією, це вільний порт з низьким рівнем оподаткування. Гонконзькі компанії, які отримують доходи від своєї діяльності за межами Гонконгу, мають право отримати звільнення від оподаткування даних доходів не на підставі свого статусу «безподаткових компаній», а згідно з територіальним принципом оподаткування, передбачених податковим законодавством Гонконгу. Дане звільнення від оподаткування відбувається не автоматично, а після оцінки діяльності компаній податковим органом.
Країна посіла друге місце в рейтингу Світового банку «Doing Business» за 2013 рік.
Велику частину прибутків держава отримує з організації азартних ігор. Постанова про азартні ігри прийнята в Гонконзі 1977 року, щоб регулювати азартні ігри. Людям дозволяється грати для розваг у рамках норм у обмеженій кількості торгових точок.

## Культура

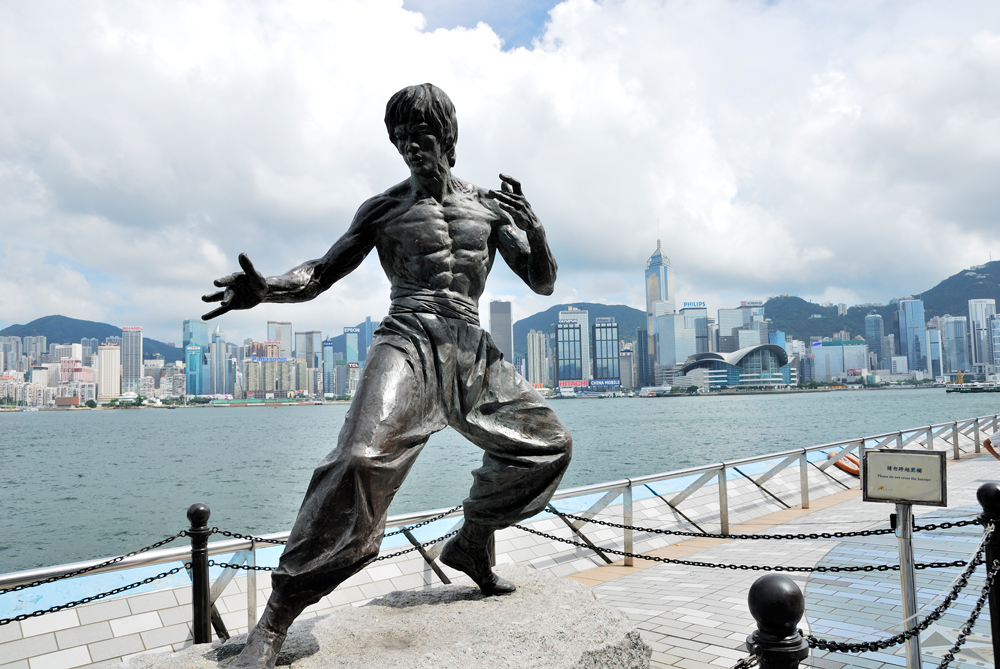
Статуя Брюса Лі на Авеню зірок

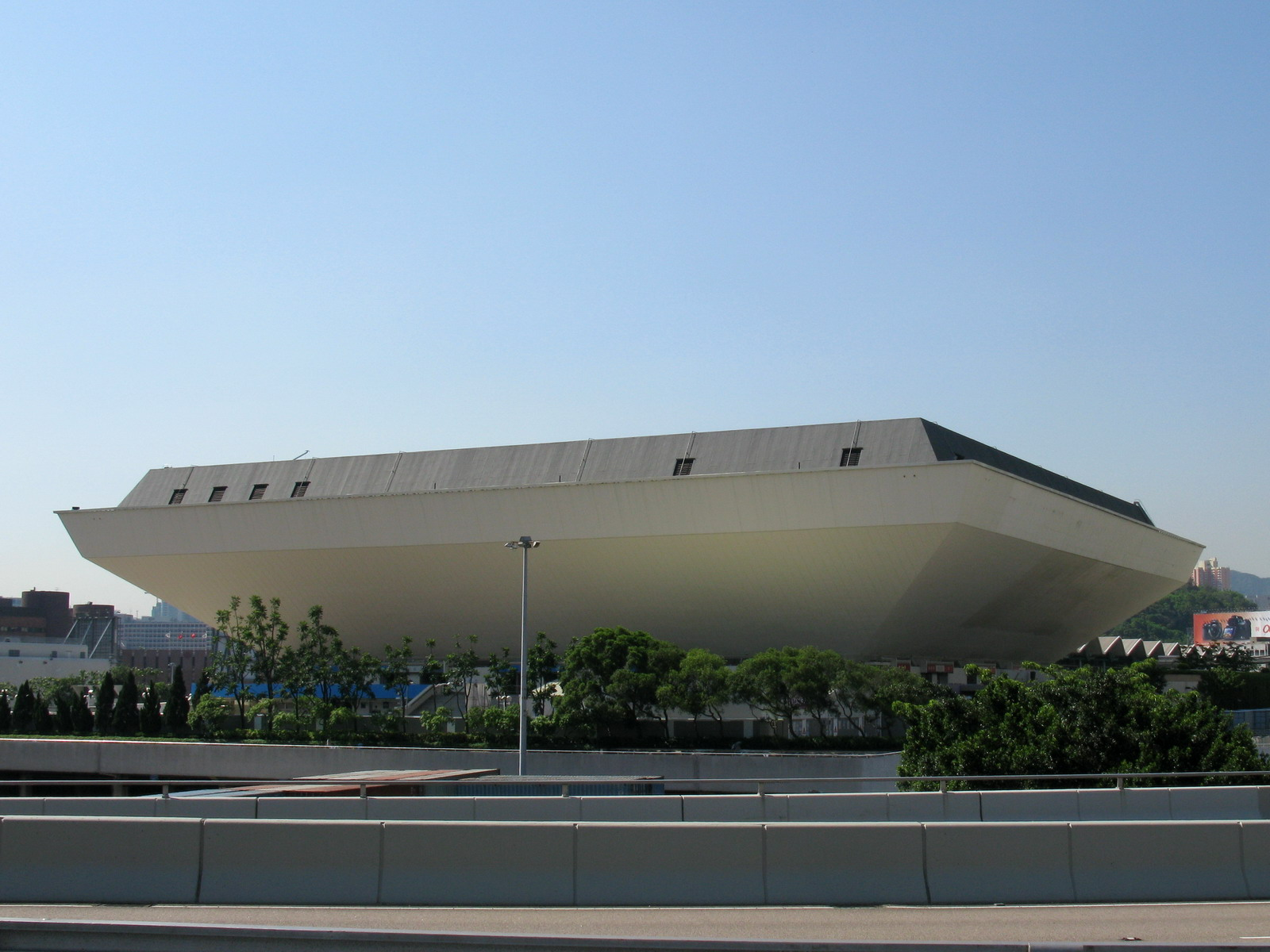
Гонконзький колізей

Гонконг часто описують як місце, де Схід зустрічається із Заходом, що виражається в його економічній інфраструктурі, архітектурі, освіті та міській культурі. На одній вулиці можна знайти традиційні китайські крамнички, що торгують китайськими ліками, буддійськими пахощами або супом з акулячого плавника. Але тут же за рогом можна побачити кінотеатр, у якому йде останній голлівудський блокбастер, англійський паб, католицьку церкву або Макдоналдс. Офіційними мовами території є китайська та англійська, двомовні вказівники трапляються повсюдно в Гонконзі. Державні установи, поліція, більшість установ та магазинів ведуть справи обома мовами. Незважаючи на те, що британське правління закінчилося 1997 року, західна культура глибоко вкоренилася в Гонконзі та співіснує в гармонії з традиційною східною філософією та традиціями.
Космополітичний дух Гонконгу також знаходить відображення в різноманітності представлених кухонь. Найбільш популярними є страви китайської кухні, особливо, морепродукти, при цьому в Гонконзі багато французьких, американських, японських, корейських та інших ресторанів. Вельми популярна та місцева кухня, яку можна зустріти в чхачханьтхенах та тайпхайтонах. Гонконгці дуже серйозно відносяться до їжі, тому Гонконг є місцем, що притягує найкращих шеф-кухарів з усього світу.
Поряд зі статусом одного з центрів світової торгівлі, Гонконг також є великим експортером розважальної продукції, зокрема, жанру бойових мистецтв. Кілька голлівудських знаменитостей є вихідцями з Гонконгу, у їх числі Брюс Лі, Чоу Юнь-Фат, Джекі Чан. Гонконг також дав Голівуду кілька видатних кінорежисерів, таких як Джон Ву, Вонг Карвай, Цуй Харк, Юань Хепін. Гонконзькі фільми також кілька разів завойовували світову популярність, наприклад, «Чунгкінський експрес», «Подвійна рокіровка», «Забійний футбол», «Бійка в Бронксі» і «Любовний настрій». Відомий режисер Квентін Тарантіно в одному з інтерв'ю сказав, що на нього великий вплив зробили гонконзькі бойовики. Гонконг — це також головний центр виробництва музики кантопоп. У Гонконгу живуть багато кінозірок. Культура караоке є частиною нічного життя Гонконгу.
Адміністрація Гонконгу підтримує культурні установи, такі як Музей культурної спадщини, Гонконзький музей мистецтв, Гонконзьку академію виконавчого мистецтва та Гонконзький філармонічний оркестр. Крім того Департамент розважальних та культурних послуг Гонконгу субсидує та надає спонсорську підтримку закордонним артистам, які приїжджають до Гонконгу.
Гонконг має дві ліцензовані телекомпанії — ATV та TVB. Є три місцевих і ряд зарубіжних постачальників послуг кабельного та супутникового телебачення. У Гонконгу знімають мильні опери, комедійні серіали і вар'єте, що поширюються по всьому китайськомовному світу. Журнали й газети у Гонконзі виходять китайською та англійською мовами, з акцентом на сенсації та плітки про знаменитостей. ЗМІ в Гонконзі є відносно вільними від втручання з боку влади порівняно з материковим Китаєм, хоча Far Eastern Economic Review вказує на ознаки самоцензури ЗМІ, власники яких мають тісні зв'язки з або ділові інтереси в КНР та заявляє, що навіть західні ЗМІ не застраховані від зростаючої китайської економічної влади.
Гонконг пропонує широкі можливості для відпочинку та спорту, попри обмеженість території. Він посилає делегатів на міжнародні змагання, зокрема Олімпійські ігри та Азійські ігри, а навіть проводив кінні змагання в рамках Літніх Олімпійських ігор 2008 року. У Гонконзі є ряд багатоцільових спортивних комплексів, таких як Гонконзький колізей та стадіон Макферсона. Круті форми рельєфу приваблюють любителів пішохідних екскурсій. В передмісті є пляжі для купання.

## Освіта

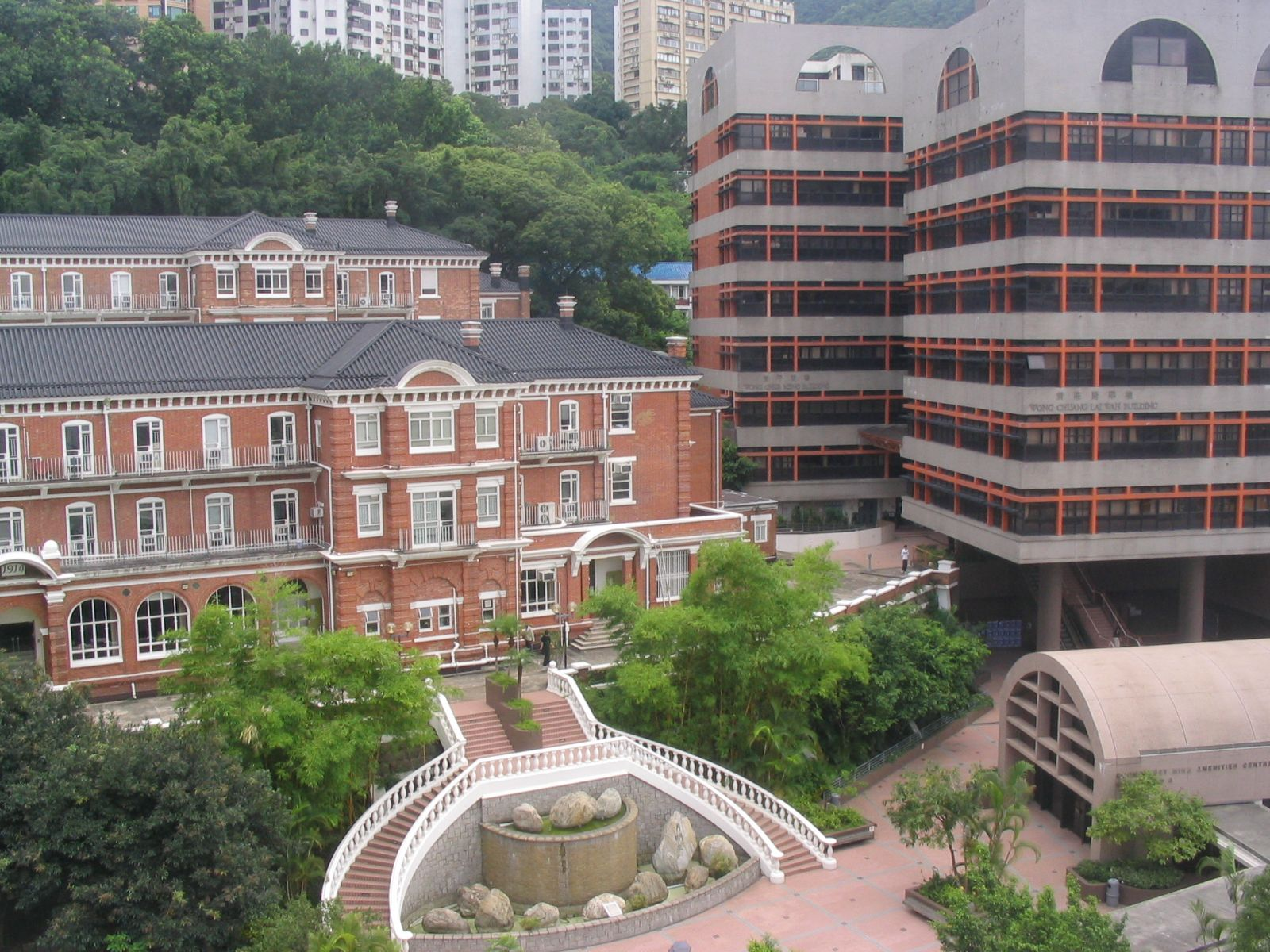
Гонконзький університет

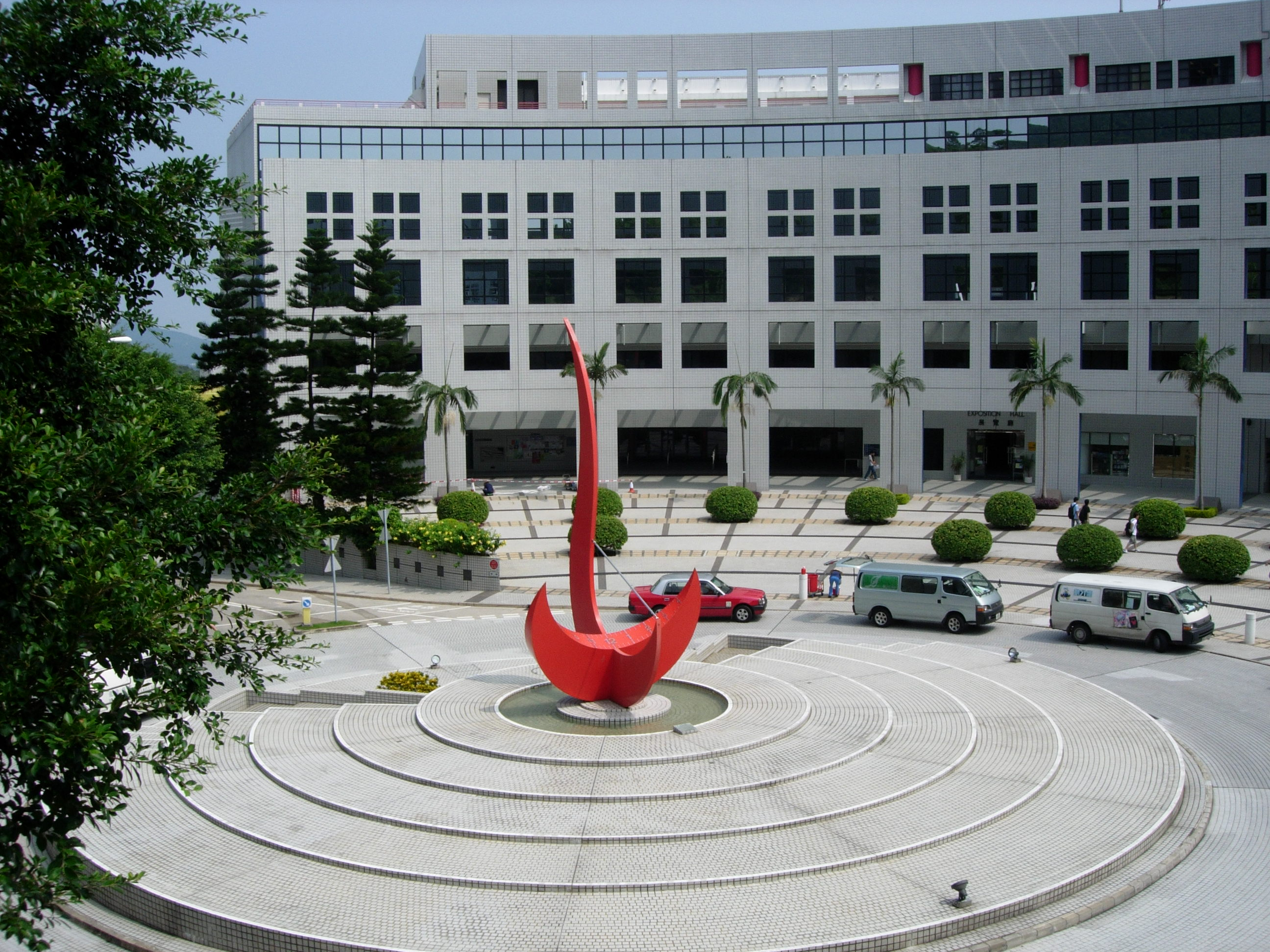
Гонконзький університет науки і технології

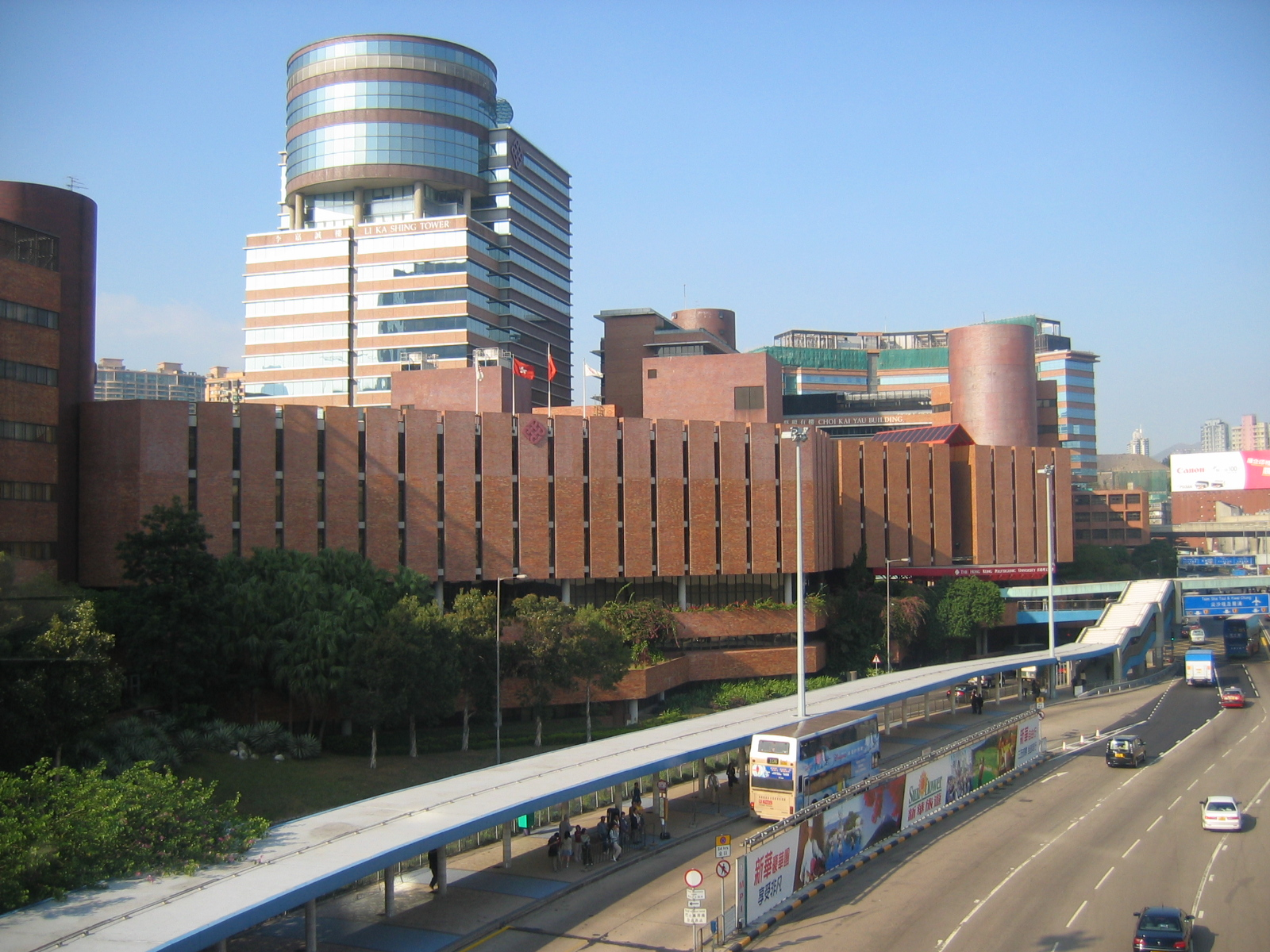
Гонконзький політехнічний університет

Як колишня заморська територія Великої Британії Гонконг переважно зберіг систему освіти Великої Британії, зокрема, англійську систему освіти. На вищих щаблях у Гонконгу є заклади, що працюють як за британською, так і за американською системами. Гонконзький університет — найстаріший навчальний заклад третього ступеня в Гонконзі — традиційно спирався на британську модель, однак в останні роки перейняв деякі риси американської моделі. Другий за часом заснування Китайський університет Гонконгу повторює американську модель з особливою британською системою коледжів. Гонконзький університет науки і технології заснований на американській моделі вищої освіти. Загалом у Гонконгу є дев'ять державних університетів, а також кілька приватних вишів. Один з яскравих прикладів — Університет Ліннань у районі Тхюньмунь, це єдиний університет Гонконгу, у якому проводиться навчання семи вільним мистецтвам.
Державні навчальні заклади Гонконгу підпорядковані Департаменту освіти Уряду САР Гонконг. У систему входять необов'язкові трирічні дитячі садки, після яких настає обов'язкова шестирічна початкова освіта та трирічний перший щабель середньої освіти; потім необов'язкова дворічна середня освіта другого ступеня, що завершується отриманням Освітнього екзаменаційного сертифіката Гонконгу, після чого можна поступити на дворічний курс підготовки до Іспитів просунутого рівня Гонконгу. У 2009—2012 роках було запроваджено нову систему «3+3+4», що складається з трирічного курсу середньої школи першого ступеня, трирічного курсу другого ступеня та чотирирічної вищої освіти. У Гонконзі також є виші, що надають вчені ступені бакалавра, магістра та доктора, інші вищі дипломи та дипломи молодшого спеціаліста.
Провідні освітні установи Гонконгу можна розділити на три категорії: державні, субсидовані та суто приватні установи. Найчисельнішою є перша категорія, найбільша кількість навчальних закладів відноситься до субсидованих, які отримують допомогу від уряду та гранти від благодійних організацій, здебільшого релігійної спрямованості. Як правило, це католицькі та інші християнські організації, але серед них можуть бути буддистські, даоські, ісламські чи конфуціанські освітні установи. Водночас керуванням приватними освітніми установами нерідко безпосередньо займаються християнські організації. Поза межами цієї системи є установи в рамках системи прямих субсидій та приватні міжнародні школи.

## Архітектура
Згідно з Emporis, у Гонконзі налічується 1223 хмарочоси, що ставить місто на вершину світового рейтингу.
Кількість будівель заввишки понад 150 м у Гонконзі більша за будь-яке інше місто світу. Висока щільність та висота забудови Гонконгу пов'язана з відсутністю можливості розширення простору — середня відстань від узбережжя до крутих схилів становить лише 1,3 км велика частина — це меліоровані землі. Дефіцит простору викликає попит на щільні, висотні офіси та житло. 36 із 100 найвищих житлових будівель світу розташовані в Гонконзі. Все більше людей у Гонконгу живуть або працюють на 14-му поверсі або вище, це робить Гонконг найбільш вертикальним містом у світі.
Через дефіцит території і попит на висотні будівлі, старих будівель майже не залишилося, і місто стало центром сучасної архітектури. Міжнародний комерційний центр (ICC) заввишки 484 м є найвищою будівлею в Гонконзі і третьою (за висотою даху) в світі. Другою за висотою будівлею Гонконгу є Міжнародний фінансовий центр заввишки 415 м. Інші висотні будівлі, що формують горизонт Гонконгу — будівля штаб-квартири HSBC, трикутна вершина Центру Plaza з пірамідальним шпилем, хмарочос «Центр» із нічним різнокольоровим неоновим освітленням і Башта Банку Китаю з різким, кутовим фасадом. Кожної ночі на 44 хмарочосах міста по обидва боки протоки Вікторія включається специфічне освітлення та музичний супровід, що утворює Симфонію вогнів — наймасштабніше постійне світлове шоу, занесене до Книги рекордів Гіннеса. На думку Emporis, хмарочоси Гонконгу найбільше вражають око серед усіх міст світу. Більшість найстаріших зі збережених історичних споруд, у тому числі Годинникова вежа Цім Ша Цуй, центральний офіс поліції та залишки Міста-фортеці Коулун були побудовані в XIX і початку XX століть.
Плани подальшого розвитку міста включають будівництво нової урядової будівлі реконструкції набережної у Центрі, а також кілька проектів у Західному Коулуні.
| Панорами: дивлячись на місто з хмарочосами, суші на відстані розділених водойми. |

### Розширення території
Додаткові штучні 688 га мають з'явитися біля острова Лантау. На цій «ділянці» має вміститися від 260 тис. до 400 тис. будинків, або 1,1 млн осіб (це 15 % населення Гонконгу). 70 % новобудов буде зведено за програмою соціального житла.
Перший етап гідротехнічних робіт призначено на 2025 рік, а перші поселенці на штучних островах мають з'явитися 2032 року.

## Виноски
1. ↑  Це офіційно прийнята назва держави, зафіксована Конституцією Гонконгу[1]. Вона записана китайською мовою на регіональну гербі Гонконгу. Водночас назви Гонконзький особливий адміністративний район та просто Гонконг також використовуються.
2. ↑  Конституція Гонконгу визначає офіційними мовами "китайську та англійську".[2] Хоча вона не визначає явно стандарт китайської. Див. Двомовність у Гонконзі.